# 란덴 전투

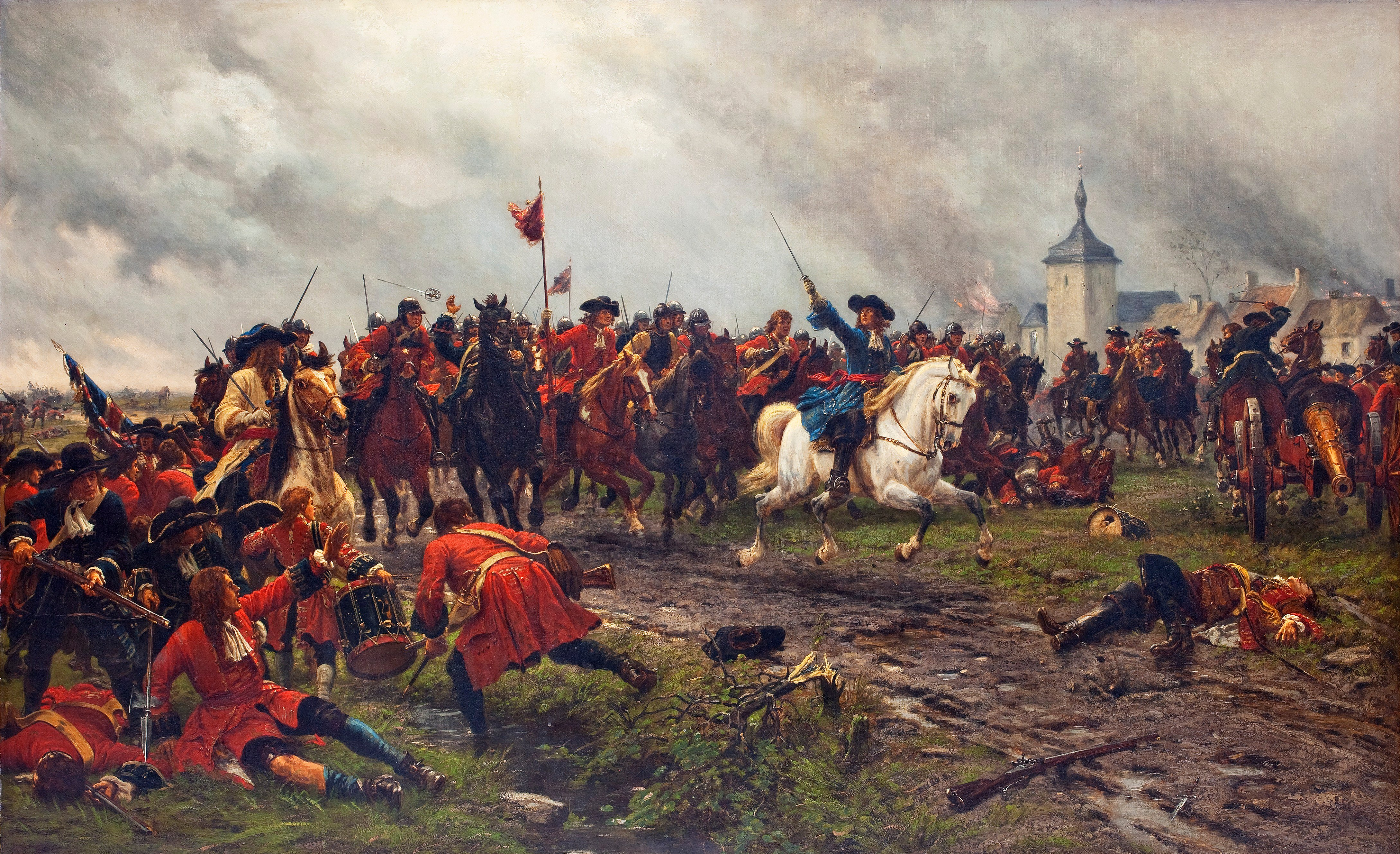
란덴 전투

란덴 전투(Battle of Landen)는 9년 전쟁 기간 중 1693년 7월 29일 당시 벨기에의 일부였던 스페인령 네덜란드에서 란덴 근처에서 일어났다. 프랑수아 앙리 드 몽모랑시뤽상부르 공작 휘하의 프랑스군은 윌리엄 3세가 이끄는 연합군을 격파했다.
1693년까지 모든 전투원은 분쟁으로 인한 재정적, 물질적 비용으로 어려움을 겪고 있었다. 유리한 평화 협상으로 전쟁을 끝내기를 희망한 프랑스의 루이 14세는 먼저 공세를 취하여 자신의 지위를 향상시키기로 결정했다. 수적 측면에서 지역적 우월성을 달성한 룩셈부르크는 란덴 주변에 자리 잡고 있던 연합군 주력군을 공격했다.
대부분의 전투는 연합군 우익에서 벌어졌고, 프랑스군은 마침내 이를 돌파하기 전까지 세 차례 공격을 가했다. 비록 총을 버려야 했지만 프랑스군이 너무 지쳐서 추격을 시작할 수 없었기 때문에 대부분의 연합군은 순조롭게 후퇴했다.
프랑스군은 전년도 스틴케르케 전투와 마찬가지로 연합군을 현장에서 몰아냈지만 양측 모두 막대한 피해를 입었고 루이는 연합군이 평화 협상을 하도록 만드는 결정적인 결과를 얻지 못했다. 윌리엄은 신속하게 손실을 만회했고 1694년 전쟁에서 처음으로 플랑드르에서 수적 우위를 달성했다.